# Aïda Llauradó
Aïda Llauradó Álvarez (Badalona, Barcelona, 17 de noviembre de 1984) es una política española, exalcaldesa interina de Badalona. Es miembro del Consejo Nacional de Catalunya en Comú y del Consejo Nacional de Esquerra Verda, y coordinadora local de En Comú Podem.

## Biografía
Estudió EGB en la escuela Jungfrau y ESO y bachillerato al instituto Badalona 7. Es licenciada en Ciencias Políticas en la Universidad Pompeu Fabra (2006). Posgrado y Máster en Igualdad de Género por la Universidad Autónoma de Barcelona - Diputación de Barcelona (2008).
Trabajó de agente de igualdad de género a la Diputación de Barcelona y en el Ayuntamiento de Pineda de Mar del 2008 al 2010. Fue técnica de igualdad de género por una empresa privada en Barcelona durante el año 2011.
Fue asesora del Grupo municipal de ICV-EUiA del Ayuntamiento de Badalona del 2011-2015. También fue concejala del Ayuntamiento de Badalona en los últimos meses del mandato 2011-2015. Asesora de Gobierno del Ámbito de Badalona Próspera y Sostenible del Ayuntamiento de Badalona del 2015 al 2018. Entre 2018 y 2019 ha trabajado para una empresa en proyectos de mejora de los Servicios Sociales en el ámbito local, como politóloga.
A nivel asociativo se implicó en Joves d’Esquerra Verda desde los 21 años, y posteriormente a ICV, siendo coordinadora local en Badalona, miembro de la dirección nacional, y actualmente es miembro del Consejo Nacional de Catalunya en Comú, y coordinadora local de Badalona en Comú.
Es miembro fundadora de la Asociación Catalana de Profesionales de la Igualdad de Género (ACPIG), de la que fue presidenta del 2010 al 2017. También ha estado implicada en el movimiento feminista, a Mujeres con Iniciativa, y actualmente es socia de la asociación La Rotllana, entidad juvenil del barrio de la Salud.
Fue elegida como cabeza de lista de Badalona En común para las elecciones municipales de mayo de 2019 obteniendo el 8,52 % del votos y 2 concejales. En julio de 2019 fue nombrada primera teniente de alcaldía y concejala del Ámbito de Derechos Sociales y Feminismos, asumiendo también las competencias de Servicios Sociales, Infancia y Juventud, Igualdad, Migraciones, Solidaridad y Cooperación, así como el Consorcio Badalona Sur (organismo formado por la Generalidad de Cataluña y el Ayuntamiento de Badalona y que gestiona los servicios dentro de los barrios de la ciudad).
El 22 de abril de 2020 se convirtió en alcaldesa accidental de Badalona desprendido de la dimisión del anterior alcalde Àlex Pastor López, que dimitió tras haber sido detenido por los Mozos de Escuadra en Barcelona saltándose el confinamiento y en estado de ebriedad. El 12 de mayo de 2020 fue sustituida por Xavier García Albiol, tras no alcanzar ningún candidato la mayoría absoluta en el pleno de investidura de alcalde de Badalona, dando como ganador a la lista más votada.